# La Courneuve – Six Routes (stanice metra v Paříži)
La Courneuve – Six Routes je plánovaná přestupní stanice pařížského metra linek 16 a 17 a tramvajové linky T1, která se bude nacházet na území obce La Courneuve. Název stanice je odvozen z pojmenování zdejší městské čtvrti Six Routes.

## Umístění
Stanice tramvaje zde byla zprovozněna dne 21. prosince 1992. Tato velká křižovatka, oficiálně pojmenovaná Place de l'Armistice, tvoří spojení mezi centrem města a čtvrtí Cité des 4000.

## Napojení na MHD
Tramvajová zastávka je obsluhována autobusovými linkami 143, 150, 250 a 302 autobusové sítě RATP a v noci linkou N43 autobusové sítě Noctilien.
Křižovatka je konečnou linky 302 (Gare du Nord ↔ La Courneuve – Six Routes).
Jihovýchodně od tramvajové zastávky linky T1 Hôtel de Ville de La Courneuve prochází autobusová linka 249 (Porte des Lilas ↔ Dugny Place Valérie André).

## Vývoj stanice metra
Projekt stanovuje společnou stanici pro linky 16 a 17 sítě Grand Paris Express. Bude se nacházet na místě bývalé restaurace Quick, na rohu ulic rue de Saint-Denis a avenue du Général-Leclerc. Nástupiště budou v hloubce 20 m. Návrhem byla pověřena architektonická agentura Chartier Dali. Stanice bude přechodovým prostorem, navrženým jako hala nebo tržnice z cihel a skla. Tento veřejný prostor bude mít rozsáhlou klenbu vysokou šest metrů a bude zahrnovat obchody a služby. Jeho střecha bude zelená s kompletním ekosystémem tvořeným vysokými stromy.
Umělec Duy Anh Nhan Duc vytvoří ve stanici uměleckou instalaci s názvem Empreinte ve spolupráci s Pascalem Dalixem a Frédéricem Chartierem.
Stanice bude mít na svých nástupištích také fresku Alice Saey.
Stavba tohoto úseku linek 16 a 17 byla prohlášena za veřejně prospěšnou dne 28. prosince 2015. Stanici navrhli architekti Frédéric Chartier a Pascale Dalix.
Přípravné práce (přeložky inženýrských sítí) začaly v září 2016 a byly dokončeny v červnu 2018.
Stavební práce na stanici byly oficiálně zahájeny 7. října 2018.
Stavbu stanice metra řídí skupina Egis Rail / Tractebel. Stavební inženýrské práce jsou zadány konsorciu složenému z firem Eiffage Génie Civil, Razel Bec, Eiffage Rail, TSO a TSO Caténaires. Dokončený výstavby stanice se plánuje na rok 2026.

### Možné spojení s linkou metra 12
Územní plán pro region Île-de-France z roku 2008 také zmiňoval konečnou pro linku 12 pařížského metra na stanici tramvaje T1 La Courneuve – Six Routes, která by rovněž umožnila spojení mezi linkami 12 a linkou RER B ve stanici La Courneuve-Aubervilliers, ale tento projekt se již neobjevil ve verzi tohoto územního plánu z roku 2013.